# USS LST-319
O USS LST-319 foi um navio de guerra norte-americano da classe LST que operou durante a Segunda Guerra Mundial.